# Батенко Олександр Іванович
Олекса́ндр Іва́нович Бате́нко (нар. 6 грудня 1987, Миколаїв — пом. 26 лютого 2015, Водяне) — солдат Збройних сил України. Один із «кіборгів».

## Життєвий шлях
Коли на сході України розпочалася війна, добровольцем рушив на фронт. Снайпер 90-го окремого десантного штурмового батальйону «Житомир», 81-ша десантно-штурмова бригада.
У складі батальйону був серед тих останніх, котрі залишали Донецький аеропорт уже після підриву його терористами. Задля виходу вояки 3 дні рили окопи, під обстрілами з «Буратіно» у них кілька разів горів весь одяг.
Загинув 26 лютого 2015-го в бою поблизу аеропорту Донецька під селом Водяне внаслідок обстрілу з танка командно-спостережного пункту батальйону. Російські терористи з артилерії, мінометів і танків обстріляли та штурмували позиції українських сил у районі Опитного, Водяного та Авдіївки. Тоді ж полягли Володимир Гнатюк та Олег Биков.
Залишилися мама та сестра.
Похований 3 березня 2015-го в Миколаєві.

## Нагороди та вшанування
- Указом Президента України № 270/2015 від 15 травня 2015 року — орденом «За мужність» III ступеня (посмертно)[1]
- нагрудним знаком «За оборону Донецького аеропорту» (посмертно)